# Папортно
Папортно (пол. Paportno) — колишнє село в Польщі, (Підкарпатське воєводство, Перемишльський повіт, ґміна Фредрополь), у межах етнічної української території Надсяння. 

## Географія
Село було розташоване за 11 км на південь від Фредрополя, за 21 км на південь від повітового центру Перемишля, за 68 км на південний схід від воєводського центру Ряшева  і за 0,5 км від польсько-українського кордону. 

## Історія
До 1772 р. село належало до королівських володінь Добромильського ключа Перемишльської землі Руського воєводства Королівства Польського.
У 1772 році після першого розподілу Польщі ввійшло до провінції Королівство Галичини та Володимирії імперії Габсбургів. В 1880 р. було 722 жителі в селі (всі — греко-католики, за винятком 6 римо-католиків), село належало до Добромильського повіту.
Після розпаду Австро-Угорщини і утворення 1 листопада 1918 р. Західноукраїнської Народної Республіки це переважно населене українцями село Надсяння було окуповане Польщею. На 1.01.1939 в селі було 1050 мешканців (з них 1040 українців, 5 поляків, 5 євреїв). Село входило до ґміни Добромиль Добромильського повіту Львівського воєводства.
Після початку Другої світової війни 13 вересня 1939 року війська Третього Рейху увійшли в село, та після вторгнення СРСР до Польщі 27 вересня увійшли радянські війська і Папортно, що знаходилося на правому, східному березі Сяну, разом з іншими навколишніми селами відійшла до СРСР та ввійшла до складу утвореної 27 листопада 1939 року Дрогобицької області УРСР (обласний центр — місто Дрогобич).
З початком німецько-радянської війни 27 червня 1941 року село було зайняте військами вермахту. В кінці липня 1944 року село було зайняте Червоною Армією. Від 13 серпня 1944 почалася примусова мобілізація українців до Червоної Армії.
В березні 1945 року Папортно, як і весь Бірчанський район з районним центром Бірча, Ліськівський район з районним центром Лісько та західна частина Перемишльського району включно з містом Перемишль зі складу Дрогобицької області передано Польщі. Після цього було здійснено етноцид українців — виселення українців у СРСР та на ті території в західній та північній частині польської держави (так звані повернені території), що до 1945 належали Німеччині (операція Вісла), у селі не залишилося жодного жителя. В кінці 1960-х територія села разом з територіями інших навколишніх виселених сіл включена до відпочинкового комплексу Ради Міністрів.

### Церква
Дерев’яна церква Успіння Пресвятої Богородиці збудована в 1888, була парафіяльною, належала до Добромильського деканату Перемишльської єпархії УГКЦ. Церква зруйнована після виселення українців. В селі також був греко-католицький цвинтар.